# Großer Preis von China 2025
Der Große Preis von China 2025 (offiziell Formula 1 Heineken Chinese Grand Prix 2025) fand am 23. März auf dem Shanghai International Circuit in Shanghai statt und war das zweite Rennen der Formel-1-Weltmeisterschaft 2025.

## Bericht

### Hintergründe
Nach dem Großen Preis von Australien führte Lando Norris in der Fahrerwertung mit sieben Punkten vor Max Verstappen und mit zehn Punkten vor George Russell. In der Konstrukteurswertung führte McLaren-Mercedes punktgleich mit Mercedes und mit neun Punkten vor Red Bull Racing.
Zwischen dem Saisonauftakt in Australien und dem Rennen in China wurden von der FIA strengere Heckflügeltests angekündigt. Bisher hieß es in Artikel 3.15.17 des Technischen Reglements: Unter einer Belastung von 75 Kilogramm darf der Abstand zwischen Heckflügel-Hauptprofil und dem darüber liegenden Element – der sogenannte Slot-Gap – nicht größer sein als zwei Millimeter. Bereits ab dem China-Grand-Prix in Schanghai am Wochenende wird das Limit auf 0,5 Millimeter abgesenkt. Die bereits vor Saisonbeginn angekündigten strengeren Frontflügel-Tests greifen allerdings erst ab dem neunten Saisonrennen, dem Spanien-Grand-Prix 2025 in Barcelona. Diese Anpassung bleibt von den nun vorgestellten Heckflügel-Änderungen unberührt.
Beim Großen Preis von China stellte Pirelli den Fahrern die Reifenmischungen C2 Hard (weiß), C3 Medium (gelb) und C4 Soft (rot) sowie Cinturato Intermediates (grün) und Cinturato Full-Wets (blau) für nasse Bedingungen zur Verfügung.
Die DRS-Zone vor Kurve 14 wurde im Vergleich zum Vorjahresrennen um 75 Meter verlängert.
Im Rahmen des Grand Prix fand der erste Sprint der Saison statt.
Fernando Alonso, Verstappen (jeweils acht), Oscar Piastri, Nico Hülkenberg, Lance Stroll (jeweils vier), Norris, Esteban Ocon (jeweils drei), Liam Lawson, Oliver Bearman, Alexander Albon (jeweils zwei), Carlos Sainz jr. und Russell (jeweils einer) gingen mit Strafpunkten ins Rennwochenende.
Mit Lewis Hamilton (sechsmal), Alonso (zweimal) und Verstappen (einmal) traten drei ehemalige Sieger zu diesem Grand Prix an.
Als Rennkommissare für dieses Rennwochenende fungierten Nish Shetty (SGP), Gerd Ennser (DEU), Matthew Selley (AUS), Pedro Lamy (PRT) und Zheng Honghai (CHN).

### Training
Im ersten und einzigen freien Training fuhr Norris in 1:31,504 Minuten die Bestzeit vor Charles Leclerc und Piastri. Das Training wurde kurzzeitig unterbrochen, nachdem Jack Doohan sein Fahrzeug mit einem technischen Problem abstellen musste.

### Sprint-Qualifying
Das Sprint-Qualifying bestand aus drei Teilen mit einer Nettolaufzeit von 30 Minuten. Im ersten Qualifying-Segment (SQ1) hatten die Fahrer zwölf Minuten Zeit, um sich für den Sprint zu qualifizieren. Alle Fahrer, die im ersten Abschnitt eine Zeit erzielten, die maximal 107 Prozent der schnellsten Rundenzeit betrug, qualifizierten sich für den Sprint. Für SQ1 waren die Mediums vorgeschrieben. Die besten 15 Fahrer erreichten den nächsten Qualifikationsabschnitt. Hamilton war Schnellster. Die Alpine-Piloten sowie Ocon, Hülkenberg und Lawson schieden aus.
Der zweite Abschnitt (SQ2) dauerte zehn Minuten und es waren erneut die Mediums vorgeschrieben. Die schnellsten zehn Piloten qualifizierten sich für den dritten Teil des Qualifyings. Norris war Schnellster. Alonso, Bearman, Sainz jr., Gabriel Bortoleto und Isack Hadjar schieden aus.
Der letzte Abschnitt (SQ3) ging über eine Zeit von acht Minuten, in denen die ersten zehn Startpositionen vergeben wurden. In SQ3 waren die Soft-Reifen vorgeschrieben. Hamilton fuhr in 1:30,849 Minuten die Bestzeit vor Verstappen und Piastri.

### Sprint
Vor dem Sprint wurde bei Nico Hülkenberg die Radaufhängung unter Parc-fermé-Bedingungen gewechselt, so dass er aus der Boxengasse starten musste.
Beim Start blieb Hamilton in Führung. Norris fiel derweil vom sechsten auf den neunten Platz zurück und konnte erst in der vorletzten Runde Stroll für den achten Platz überholen und sich einen Punkt sichern. Den Sprint, welcher über insgesamt 19 Runden ging, gewann schlussendlich Hamilton vor Piastri und Verstappen. Sowohl für Ferrari als auch für Hamilton war dies der erste Sprint-Sieg. Russell beendete den Sprint als Vierter vor Leclerc, Yūki Tsunoda, Kimi Antonelli und Norris.

### Qualifying
Das Qualifying bestand aus drei Teilen mit einer Nettolaufzeit von 45 Minuten. Im ersten Qualifying-Segment (Q1) hatten die Fahrer 18 Minuten Zeit, um sich für das Rennen zu qualifizieren. Alle Fahrer, die im ersten Abschnitt eine Zeit erzielten, die maximal 107 Prozent der schnellsten Rundenzeit betrug, qualifizierten sich für den Grand Prix. Die besten 15 Fahrer erreichten den nächsten Teil. Norris war Schnellster. Die Alpine-Piloten, Bearman, Bortoleto und Lawson schieden aus.
Der zweite Abschnitt (Q2) dauerte 15 Minuten. Die zehn schnellsten Piloten qualifizierten sich für den dritten Teil des Qualifyings. Norris war erneut Schnellster. Ocon, Hülkenberg, die Aston-Martin-Fahrer und Sainz jr. schieden aus.
Der finale Abschnitt (Q3) ging über eine Zeit von zwölf Minuten, in denen die ersten zehn Startpositionen vergeben wurden. Piastri fuhr in 1:30,641 Minuten die Bestzeit vor Russell und Norris. Es war die erste Pole-Position für Piastri in der Formel-1-Weltmeisterschaft.

### Rennen
Beim Start behielt Piastri die Führung, dahinter überholte Norris Russell für den zweiten Platz und bescherte McLaren eine Doppelführung. Verstappen verlor zwei Plätze an die beiden Ferrari und sortierte sich auf dem sechsten Platz ein. Beim Überholmanöver von Leclerc gegen Verstappen berührte der Monegesse seinen Teamkollegen Hamilton, der vor den beiden in der Kurve war und beschädigte sich so seinen Frontflügel. Dies hatte allerdings keine Auswirkungen auf seine Leistung, sodass er sich einerseits von Verstappen lösen konnte und andererseits rundenlang im DRS von Hamilton fuhr. Derweil musste Alonso seinen Wagen in der vierten Runde bereits mit Bremsproblemen abstellen.
Bis zur ersten Boxenstopp-Phase blieb die Reihenfolge in der Spitzengruppe unverändert, in der 14. Runde wechselten Hamilton und Verstappen von Mediums auf Hards, eine Runde später folgten Piastri und Russell, in der 16. Runde dann auch Leclerc und Norris. An der Reihenfolge änderte sich nur, dass Russell an Norris vorbeikam, allerdings nach zwei Runden die Position bereits wieder verlor.
Trotz eines beschädigten Frontflügels konnte Leclerc Hamilton unter Druck setzen und nach Teamorder dessen Platz einnehmen und sich auf die Verfolgung des vor ihnen fahrenden Russell´s machen. Ein Überholmanöver oder Angriff gelang allerdings nicht.
In der 38. Runde stoppte Hamilton dann zum zweiten Mal, wechselte erneut auf die harten Reifen und kam hinter Verstappen auf dem sechsten Platz zurück auf die Strecke. In der 42. Runde fuhr er dann in 1:35,069 Minuten die schnellste Runde des Rennens, lag allerdings knapp 18 Sekunden zurück.
In der 50. Runde erhielt Doohan eine Zehn-Sekunden-Zeitstrafe für ein Abdrängen von Hadjar.
In den letzten Runden des Rennens bekam Norris die Anweisung nicht mehr zu hart zu bremsen, da er unter Bremsproblemen litt, ein Angriff auf Piastri erfolgte daher nicht mehr. Piastri gewann schlussendlich das Rennen vor Norris und Russell. Verstappen überholte drei Runden vor Schluss Leclerc für den vierten Platz. Die restlichen Punkteplatzierungen belegten Hamilton, Ocon, Antonelli, Albon und Bearman. Für Piastri war es der dritte Sieg in der Formel-1-Weltmeisterschaft sowie der 50. Doppelsieg für McLaren.
Nach dem Rennen wurden die beiden Ferrari-Piloten und Gasly disqualifiziert. Gasly und Leclerc wegen Untergewicht, bei Hamilton war der Unterboden um 0,4 mm zu viel abgeschliffen. Das endgültige Endergebnis lautete daher Piastri, Norris, Russell, Verstappen, Ocon, Antonelli, Albon, Bearman, Stroll und Sainz jr.
Sowohl in der Fahrer- als auch in der Konstrukteurswertung blieben die ersten drei Positionen unverändert.

## Meldeliste
| Team                                        | Nr. | Stammfahrer           | Chassis                           | Motor      | Reifen |
| ------------------------------------------- | --- | --------------------- | --------------------------------- | ---------- | ------ |
| Oracle Red Bull Racing                      | 01  | Max Verstappen        | Red Bull Racing RB21              | Honda RBPT | P      |
| Oracle Red Bull Racing                      | 30  | Liam Lawson           | Red Bull Racing RB21              | Honda RBPT | P      |
| McLaren Formula 1 Team                      | 81  | Oscar Piastri         | McLaren MCL39                     | Mercedes   | P      |
| McLaren Formula 1 Team                      | 04  | Lando Norris          | McLaren MCL39                     | Mercedes   | P      |
| Scuderia Ferrari HP                         | 16  | Charles Leclerc       | Ferrari SF-25                     | Ferrari    | P      |
| Scuderia Ferrari HP                         | 44  | Lewis Hamilton        | Ferrari SF-25                     | Ferrari    | P      |
| Mercedes-AMG Petronas Formula One Team      | 63  | George Russell        | Mercedes-AMG F1 W16 E Performance | Mercedes   | P      |
| Mercedes-AMG Petronas Formula One Team      | 12  | Andrea Kimi Antonelli | Mercedes-AMG F1 W16 E Performance | Mercedes   | P      |
| Aston Martin Aramco Formula One Team        | 18  | Lance Stroll          | Aston Martin AMR25                | Mercedes   | P      |
| Aston Martin Aramco Formula One Team        | 14  | Fernando Alonso       | Aston Martin AMR25                | Mercedes   | P      |
| BWT Alpine F1 Team                          | 10  | Pierre Gasly          | Alpine A525                       | Renault    | P      |
| BWT Alpine F1 Team                          | 07  | Jack Doohan           | Alpine A525                       | Renault    | P      |
| MoneyGram Haas F1 Team                      | 31  | Esteban Ocon          | Haas VF-25                        | Ferrari    | P      |
| MoneyGram Haas F1 Team                      | 87  | Oliver Bearman        | Haas VF-25                        | Ferrari    | P      |
| Visa Cash App Racing Bulls Formula One Team | 06  | Isack Hadjar          | Racing Bulls VCARB 02             | Honda RBPT | P      |
| Visa Cash App Racing Bulls Formula One Team | 22  | Yūki Tsunoda          | Racing Bulls VCARB 02             | Honda RBPT | P      |
| Atlassian Williams Racing                   | 23  | Alexander Albon       | Williams FW47                     | Mercedes   | P      |
| Atlassian Williams Racing                   | 55  | Carlos Sainz jr.      | Williams FW47                     | Mercedes   | P      |
| Stake F1 Team Kick Sauber                   | 27  | Nico Hülkenberg       | Kick Sauber C45                   | Ferrari    | P      |
| Stake F1 Team Kick Sauber                   | 05  | Gabriel Bortoleto     | Kick Sauber C45                   | Ferrari    | P      |

## Klassifikationen

### Sprint-Qualifying
| Pos.                                                                       | Fahrer                | Konstrukteur                 | SQ1      | SQ2        | SQ3      | Start |
| -------------------------------------------------------------------------- | --------------------- | ---------------------------- | -------- | ---------- | -------- | ----- |
| 01                                                                         | Lewis Hamilton        | Ferrari                      | 1:31,212 | 1:31,384   | 1:30,849 | 01    |
| 02                                                                         | Max Verstappen        | Red Bull Racing-Honda RBPT   | 1:31,916 | 1:31,521   | 1:30,867 | 02    |
| 03                                                                         | Oscar Piastri         | McLaren-Mercedes             | 1:31,723 | 1:31,362   | 1:30,929 | 03    |
| 04                                                                         | Charles Leclerc       | Ferrari                      | 1:31,518 | 1:31,561   | 1:31,057 | 04    |
| 05                                                                         | George Russell        | Mercedes                     | 1:31,952 | 1:31,346   | 1:31,169 | 05    |
| 06                                                                         | Lando Norris          | McLaren-Mercedes             | 1:31,396 | 1:31,174   | 1:31,393 | 06    |
| 07                                                                         | Andrea Kimi Antonelli | Mercedes                     | 1:31,999 | 1:31,475   | 1:31,738 | 07    |
| 08                                                                         | Yūki Tsunoda          | Racing Bulls-Honda RBPT      | 1:32,316 | 1:31,794   | 1:31,773 | 08    |
| 09                                                                         | Alexander Albon       | Williams-Mercedes            | 1:32,462 | 1:31,539   | 1:31,852 | 09    |
| 10                                                                         | Lance Stroll          | Aston Martin Aramco-Mercedes | 1:32,327 | 1:31,742   | 1:31,982 | 10    |
| 11                                                                         | Fernando Alonso       | Aston Martin Aramco-Mercedes | 1:32,121 | 1:31,815   | –        | 11    |
| 12                                                                         | Oliver Bearman        | Haas-Ferrari                 | 1:32,269 | 1:31,978   | –        | 12    |
| 13                                                                         | Carlos Sainz jr.      | Williams-Mercedes            | 1:32,457 | 1:32,325   | –        | 13    |
| 14                                                                         | Gabriel Bortoleto     | Kick Sauber-Ferrari          | 1:32,539 | 1:32,564   | –        | 14    |
| 15                                                                         | Isack Hadjar          | Racing Bulls-Honda RBPT      | 1:32,171 | keine Zeit | –        | 15    |
| 16                                                                         | Jack Doohan           | Alpine-Renault               | 1:32,575 | –          | –        | 16    |
| 17                                                                         | Pierre Gasly          | Alpine-Renault               | 1:32,640 | –          | –        | 17    |
| 18                                                                         | Esteban Ocon          | Haas-Ferrari                 | 1:32,651 | –          | –        | 18    |
| 19                                                                         | Nico Hülkenberg       | Kick Sauber-Ferrari          | 1:32,675 | –          | –        | Box   |
| 20                                                                         | Liam Lawson           | Red Bull Racing-Honda RBPT   | 1:32,729 | –          | –        | 19    |
| 107-Prozent-Zeit: 1:37,597 min (bezogen auf SQ1-Bestzeit von 1:31,212 min) |                       |                              |          |            |          |       |

Anmerkungen
1. ↑  Hülkenberg startete aus der Boxengasse, da an seinem Wagen unter Parc-fermé-Bedingungen gearbeitet wurde

### Sprint
| Pos. | Fahrer                | Konstrukteur                 | Runden | Stopps | Zeit       | Start |
| ---- | --------------------- | ---------------------------- | ------ | ------ | ---------- | ----- |
| 01   | Lewis Hamilton        | Ferrari                      | 19     | 0      | 30:39,965  | 01    |
| 02   | Oscar Piastri         | McLaren-Mercedes             | 19     | 0      | + 6,889    | 03    |
| 03   | Max Verstappen        | Red Bull Racing-Honda RBPT   | 19     | 0      | + 9,804    | 02    |
| 04   | George Russell        | Mercedes                     | 19     | 0      | + 11,592   | 05    |
| 05   | Charles Leclerc       | Ferrari                      | 19     | 0      | + 12,190   | 04    |
| 06   | Yūki Tsunoda          | Racing Bulls-Honda RBPT      | 19     | 0      | + 22,288   | 08    |
| 07   | Andrea Kimi Antonelli | Mercedes                     | 19     | 0      | + 23,038   | 07    |
| 08   | Lando Norris          | McLaren-Mercedes             | 19     | 0      | + 23,471   | 06    |
| 09   | Lance Stroll          | Aston Martin Aramco-Mercedes | 19     | 0      | + 24,916   | 10    |
| 10   | Fernando Alonso       | Aston Martin Aramco-Mercedes | 19     | 0      | + 38,218   | 11    |
| 11   | Alexander Albon       | Williams-Mercedes            | 19     | 0      | + 39,292   | 09    |
| 12   | Pierre Gasly          | Alpine-Renault               | 19     | 0      | + 39,649   | 17    |
| 13   | Isack Hadjar          | Racing Bulls-Honda RBPT      | 19     | 0      | + 42,400   | 15    |
| 14   | Liam Lawson           | Red Bull Racing-Honda RBPT   | 19     | 0      | + 44,904   | 19    |
| 15   | Oliver Bearman        | Haas-Ferrari                 | 19     | 0      | + 45,649   | 12    |
| 16   | Esteban Ocon          | Haas-Ferrari                 | 19     | 0      | + 46,182   | 18    |
| 17   | Carlos Sainz jr.      | Williams-Mercedes            | 19     | 1      | + 51,376   | 13    |
| 18   | Gabriel Bortoleto     | Kick Sauber-Ferrari          | 19     | 0      | + 53,940   | 14    |
| 19   | Nico Hülkenberg       | Kick Sauber-Ferrari          | 19     | 0      | + 56,682   | Box   |
| 20   | Jack Doohan           | Alpine-Renault               | 19     | 0      | + 1:10,212 | 16    |

Anmerkungen
1. ↑  Doohan beendete den Sprint als 20., erhielt jedoch nachträglich eine Zeitstrafe von zehn Sekunden für eine Kollision mit Bortoleto. An seiner Platzierung änderte die Strafe nichts.

### Qualifying
| Pos.                                                                      | Fahrer                | Konstrukteur                 | Q1       | Q2       | Q3       | Start |
| ------------------------------------------------------------------------- | --------------------- | ---------------------------- | -------- | -------- | -------- | ----- |
| 01                                                                        | Oscar Piastri         | McLaren-Mercedes             | 1:31,519 | 1:31,200 | 1:30,641 | 01    |
| 02                                                                        | George Russell        | Mercedes                     | 1:31,295 | 1:31,307 | 1:30,723 | 02    |
| 03                                                                        | Lando Norris          | McLaren-Mercedes             | 1:30,983 | 1:30,787 | 1:30,793 | 03    |
| 04                                                                        | Max Verstappen        | Red Bull Racing-Honda RBPT   | 1:31,424 | 1:31,142 | 1:30,817 | 04    |
| 05                                                                        | Lewis Hamilton        | Ferrari                      | 1:31,690 | 1:31,501 | 1:30,927 | 05    |
| 06                                                                        | Charles Leclerc       | Ferrari                      | 1:31,579 | 1:31,450 | 1:31,021 | 06    |
| 07                                                                        | Isack Hadjar          | Racing Bulls-Honda RBPT      | 1:31,162 | 1:31,253 | 1:31,079 | 07    |
| 08                                                                        | Andrea Kimi Antonelli | Mercedes                     | 1:31,767 | 1:31,590 | 1:31,103 | 08    |
| 09                                                                        | Yūki Tsunoda          | Racing Bulls-Honda RBPT      | 1:31,238 | 1:31,260 | 1:31,638 | 09    |
| 10                                                                        | Alexander Albon       | Williams-Mercedes            | 1:31,503 | 1:31,595 | 1:31,706 | 10    |
| 11                                                                        | Esteban Ocon          | Haas-Ferrari                 | 1:31,876 | 1:31,625 | –        | 11    |
| 12                                                                        | Nico Hülkenberg       | Kick Sauber-Ferrari          | 1:31,921 | 1:31,632 | –        | 12    |
| 13                                                                        | Fernando Alonso       | Aston Martin Aramco-Mercedes | 1:31,719 | 1:31,688 | –        | 13    |
| 14                                                                        | Lance Stroll          | Aston Martin Aramco-Mercedes | 1:31,923 | 1:31,773 | –        | 14    |
| 15                                                                        | Carlos Sainz jr.      | Williams-Mercedes            | 1:31,628 | 1:31,840 | –        | 15    |
| 16                                                                        | Pierre Gasly          | Alpine-Renault               | 1:31,992 | –        | –        | 16    |
| 17                                                                        | Oliver Bearman        | Haas-Ferrari                 | 1:32,018 | –        | –        | 17    |
| 18                                                                        | Jack Doohan           | Alpine-Renault               | 1:32,092 | –        | –        | 18    |
| 19                                                                        | Gabriel Bortoleto     | Kick Sauber-Ferrari          | 1:32,141 | –        | –        | 19    |
| 20                                                                        | Liam Lawson           | Red Bull Racing-Honda RBPT   | 1:32,174 | –        | –        | Box   |
| 107-Prozent-Zeit: 1:37,353 min (bezogen auf Q1-Bestzeit von 1:30,983 min) |                       |                              |          |          |          |       |

Anmerkungen
1. ↑  Lawson startete aus der Boxengasse, da an seinem Wagen unter Parc-fermé-Bedingungen gearbeitet wurde.

### Rennen
| Pos.                                                                     | Fahrer                | Konstrukteur                 | Runden | Stopps | Zeit        | Start | Schnellste Runde    |
| ------------------------------------------------------------------------ | --------------------- | ---------------------------- | ------ | ------ | ----------- | ----- | ------------------- |
| 01                                                                       | Oscar Piastri         | McLaren-Mercedes             | 56     | 1      | 1:30:55,026 | 01    | 1:35,520 (53.)      |
| 02                                                                       | Lando Norris          | McLaren-Mercedes             | 56     | 1      | + 9,748     | 03    | [# 1]1:35,454 (53.) |
| 03                                                                       | George Russell        | Mercedes                     | 56     | 1      | + 11,097    | 02    | 1:35,816 (55.)      |
| 04                                                                       | Max Verstappen        | Red Bull Racing-Honda RBPT   | 56     | 1      | + 16,656    | 04    | 1:35,488 (56.)      |
| 05                                                                       | Esteban Ocon          | Haas-Ferrari                 | 56     | 1      | + 49,969    | 11    | 1:35,740 (56.)      |
| 06                                                                       | Andrea Kimi Antonelli | Mercedes                     | 56     | 1      | + 53,748    | 08    | 1:36,046 (56.)      |
| 07                                                                       | Alexander Albon       | Williams-Mercedes            | 56     | 1      | + 56,321    | 10    | 1:36,254 (52.)      |
| 08                                                                       | Oliver Bearman        | Haas-Ferrari                 | 56     | 1      | + 1:01,303  | 17    | 1:36,363 (52.)      |
| 09                                                                       | Lance Stroll          | Aston Martin Aramco-Mercedes | 56     | 1      | + 1:10,204  | 14    | 1:36,044 (39.)      |
| 10                                                                       | Carlos Sainz jr.      | Williams-Mercedes            | 56     | 1      | + 1:16,387  | 15    | 1:36,779 (50.)      |
| 11                                                                       | Isack Hadjar          | Racing Bulls-Honda RBPT      | 56     | 2      | + 1:18,875  | 07    | 1:35,868 (35.)      |
| 12                                                                       | Liam Lawson           | Red Bull Racing-Honda RBPT   | 56     | 2      | + 1:21,147  | Box   | 1:35,985 (32.)      |
| 13                                                                       | Jack Doohan           | Alpine-Renault               | 56     | 1      | + 1:28,401  | 18    | 1:36,424 (52.)      |
| 14                                                                       | Gabriel Bortoleto     | Kick Sauber-Ferrari          | 55     | 2      | + 1 Runde   | 19    | 1:35,874 (28.)      |
| 15                                                                       | Nico Hülkenberg       | Kick Sauber-Ferrari          | 55     | 1      | + 1 Runde   | 12    | 1:37,275 (35.)      |
| 16                                                                       | Yūki Tsunoda          | Racing Bulls-Honda RBPT      | 55     | 3      | + 1 Runde   | 09    | 1:35,871 (49.)      |
| –                                                                        | Fernando Alonso       | Aston Martin Aramco-Mercedes | 5      | 1      | DNF         | 13    | 1:39,256 (03.)      |
| DSQ                                                                      | Charles Leclerc       | Ferrari                      | 56     | 1      | + 23,211    | 06    | 1:36,157 (49.)      |
| DSQ                                                                      | Lewis Hamilton        | Ferrari                      | 56     | 2      | + 25,381    | 05    | 1:35,069 (41.)      |
| DSQ                                                                      | Pierre Gasly          | Alpine-Renault               | 56     | 1      | + 1:07,195  | 16    | 1:36,425 (49.)      |
| Fahrer des Tages: Andrea Kimi Antonelli (20,7 % der abgegebenen Stimmen) |                       |                              |        |        |             |       |                     |

Anmerkungen
1. ↑  Hamilton fuhr eine schnellere Rennrunde als Norris, doch da dieser disqualifiziert wurde, wurde Norris’ Runde als schnellste Rennrunde gewertet.
2. ↑  Leclerc wurde nachträglich disqualifiziert, weil sein Wagen nach dem Rennen das Mindestgewicht von 800 kg unterschritt.
3. ↑  Hamilton wurde nachträglich disqualifiziert, weil die Unterbodenplanke seines Wagens nach dem Rennen zu stark abgenutzt war.
4. ↑  Gasly wurde nachträglich disqualifiziert, weil sein Wagen nach dem Rennen das Mindestgewicht von 800 kg unterschritt.

## WM-Stände nach dem Rennen
Die ersten acht des Sprints bekamen 8, 7, 6, 5, 4, 3, 2 bzw. 1 Punkt(e). Die ersten zehn des Rennens bekamen 25, 18, 15, 12, 10, 8, 6, 4, 2 bzw. 1 Punkt(e).

### Fahrerwertung
| Pos. | Fahrer                | Konstrukteur                 | Punkte |
| ---- | --------------------- | ---------------------------- | ------ |
| 01   | Lando Norris          | McLaren-Mercedes             | 44     |
| 02   | Max Verstappen        | Red Bull Racing-Honda RBPT   | 36     |
| 03   | George Russell        | Mercedes                     | 35     |
| 04   | Oscar Piastri         | McLaren-Mercedes             | 34     |
| 05   | Andrea Kimi Antonelli | Mercedes                     | 22     |
| 06   | Alexander Albon       | Williams-Mercedes            | 16     |
| 07   | Esteban Ocon          | Haas-Ferrari                 | 10     |
| 08   | Lance Stroll          | Aston Martin Aramco-Mercedes | 10     |
| 09   | Lewis Hamilton        | Ferrari                      | 9      |
| 10   | Charles Leclerc       | Ferrari                      | 8      |

| Pos. | Fahrer            | Konstrukteur                 | Punkte |
| ---- | ----------------- | ---------------------------- | ------ |
| 11   | Nico Hülkenberg   | Kick Sauber-Ferrari          | 6      |
| 12   | Oliver Bearman    | Haas-Ferrari                 | 4      |
| 13   | Yūki Tsunoda      | Racing Bulls-Honda RBPT      | 3      |
| 14   | Carlos Sainz jr.  | Williams-Mercedes            | 1      |
| 15   | Isack Hadjar      | Racing Bulls-Honda RBPT      | 0      |
| 16   | Pierre Gasly      | Alpine-Renault               | 0      |
| 17   | Liam Lawson       | Red Bull Racing-Honda RBPT   | 0      |
| 18   | Jack Doohan       | Alpine-Renault               | 0      |
| 19   | Gabriel Bortoleto | Kick Sauber-Ferrari          | 0      |
| –    | Fernando Alonso   | Aston Martin Aramco-Mercedes | 0      |

### Konstrukteurswertung
| Pos. | Konstrukteur               | Punkte |
| ---- | -------------------------- | ------ |
| 01   | McLaren-Mercedes           | 78     |
| 02   | Mercedes                   | 57     |
| 03   | Red Bull Racing-Honda RBPT | 36     |
| 04   | Williams-Mercedes          | 17     |
| 05   | Ferrari                    | 17     |

| Pos. | Konstrukteur                 | Punkte |
| ---- | ---------------------------- | ------ |
| 06   | Haas-Ferrari                 | 14     |
| 07   | Aston Martin Aramco-Mercedes | 10     |
| 08   | Kick Sauber-Ferrari          | 6      |
| 09   | Racing Bulls-Honda RBPT      | 3      |
| 10   | Alpine-Renault               | 0      |